# Bräkne-Hoby Station
Bräkne-Hoby station er en jernbanestation i Bräkne-Hoby i Blekinge, Sverige
Fra stationen kører der øresundstog mod Karlskrona og mod Helsingør.
| Jernbane | Spire Denne jernbaneartikel er en spire som bør udbygges. Du er velkommen til at hjælpe Wikipedia ved at udvide den. |

56°13′52″N 15°06′57″Ø / 56.2311°N 15.1159°Ø